# Heo Hwang-ok
Dans ce nom coréen, le nom de famille, Heo, précède le nom personnel.
Pour les articles homonymes, voir Heo.
Heo Hwang-ok est une reine coréenne, originaire de l'ancien royaume indien d'Ayodhya. Alors qu'elle n'était que princesse et demeurait encore dans son pays natal, elle vit en songe l'homme qu'il lui fallait épouser et demanda à ses parents la permission de partir à sa recherche. Ils acquiescèrent. La princesse embarqua dans un bateau et cingla vers le large. À l'intérieur du bateau, qui portait voile et pavillon rouges, étaient disposés des présents somptueux. S'y trouvait aussi une petite pagode, érigée par la princesse pour amadouer le dieu de l'océan. Au terme d'un long voyage, elle mit enfin pied sur le sol de Corée. Elle ôta son pantalon de soie et offrit une prière à l'esprit de la montagne. Puis, en l'an 49, elle épousa l'homme de son rêve, le roi Kim Suro, devenant ainsi la première reine du royaume de Kaya.
On peut voir aujourd'hui dans la ville de Gimhae une pagode de style rustique, appelée Chimpungtap ou Pagode-qui-apaise-le-vent, qui ne ressemble à aucune autre en Corée. Non loin de là se trouvent deux tombes que l'on dit être celle de la reine Heo Hwang-ok et celle du roi Suro. Dans la région de Gimhae, les familles qui portent le nom de Heo et de Kim font remonter leur ascendance au couple royal. Il est dit par ailleurs que Heo Hwang-ok avait apporté avec elle un plant de thé, recueilli lors d'une escale en Chine, et que ce plant serait à l'origine de la culture du thé en Corée, aussi florissante que celle du Japon.
Le peu que l'on sait de Heo Hwang-ok provient pour l'essentiel d'une chronique coréenne du XIIIe siècle, le Samguk Yusa. Les historiens ont longtemps cru que l'histoire des origines indiennes de la princesse pourrait bien n'être qu'une simple légende. En 2004, toutefois, deux chercheurs coréens ont analysé l'ADN d'échantillons prélevés sur le site des deux tombes royales, ce qui leur a permis d'établir l'existence d'un lien génétique entre l'ethnie coréenne et certains groupes ethniques de l'Inde, de la Malaisie et de la Thaïlande. Les recherches continuent.